# Макговерн, Арт
Артур Джон Макговерн (англ. Arthur John McGovern; 27 февраля 1882, Сент-Джон, Нью-Брансуик — 14 ноября 1915, Данверс, Массачусетс) — канадский и американский бейсболист, кэтчер и игрок второй базы. Выступал в Главной лиге бейсбола в составе клуба «Бостон Американс».

## Биография
Артур Макговерн родился 27 февраля 1882 года в Сент-Джоне в Нью-Брансуике. По данным переписи населения 1891 года он был одним из шести детей в семье плотника Джона Макговерна и его супруги Эми Даффи, уроженки Ирландии. В 1892 году их семья переехала в Бостон. В начале XX века Макговерн работал печатником. В 1903 году он получил гражданство США.
Бейсбольную карьеру Макговерн начал в 1904 году в составе клуба Лиги Новой Англии «Лоуэлл Тайгерс». За команду он провёл 74 матча, отбивая с показателем 22,2 %. В августе его контракт был выкуплен клубом Главной лиги бейсбола «Бостон Американс», но незадолго до этого Макговерн сломал палец на руке и его дебют в составе команды был отложен.
В 1905 году в составе команды было шесть кэтчеров. Основным игроком на этой позиции был Лу Кригер, а Макговерн стал третьим по количеству игрового времени, сыграв в пятнадцати матчах. Кроме этого, тренерский штаб команды задействовал его на месте игрока второй базы. Часть сезона он провёл в больнице из-за брюшного тифа. Чемпионат Макговерн завершил с показателем отбивания 11,4 %, после чего покинул команду.
В первой части сезона 1906 года он играл за клуб Восточной лиги «Торонто Мэйпл Лифс», а после отчисления был игроком команды независимой Северной лиги из Ратленда в Вермонте. По ходу своей дальнейшей карьеры Макговерн выступал за команды из Новой Англии, суммарно проведя в младших лигах десять сезонов и сыграв 831 матч.
С 1907 по 1910 год Макговерн играл за «Броктон Тайгерс», где в течение двух лет был капитаном команды. В последующие годы он играл за «Линн Леонардитис», «Фолл-Ривер Эдоптед Санс», «Лоренс Барристерс» и «Льюистон Кьюпидс». Игру в бейсбол он совмещал с управлением бильярдным залом в Линне в Массачусетсе.
В августе 1915 года Макговерн перенёс инсульт. Четыре дня он провёл в больнице в Бостоне без сознания. В сентябре его перевели в больницу города Данверс. В ней Арт Макговерн и скончался 14 ноября 1915 года в возрасте 33 лет. В документах причиной его смерти был указан прогрессивный паралич.